# Pont Mantible
El pont Mantible és un pont romà sobre el riu Ebre entre les localitats de El Cortijo (La Rioja) i Assa (Àlaba). Es va construir a la primera meitat del segle ii en plena època imperial romana, mentre que per altres, el pont va ser aixecat al segle xi i seria coetani del de la ciutat navarresa de Puente la Reina i tots dos haurien estat construïts per unir les dues ciutats més importants del regne de Navarra, Nájera i Pamplona. Tampoc no és clar del tot clar quan va deixar de ser transitable, però hi ha documents que assenyalen que a mitjan segle xvi ja era destruït, la qual cosa podria haver succeït amb anterioritat. Tenia una llargària de 164 metres, amb una amplària de cinc i amb una alçada màxima de trenta metres. Tenia set arcs de mig punt dels quals solament en queden dos dempeus i hi ha escasses restes dels pilars restants. En els arcs conservat es pot observar l'excel·lent obra dels picapedrers al moment de la construcció.

## Galeria fotogràfica

Vistes del pont de Mantible
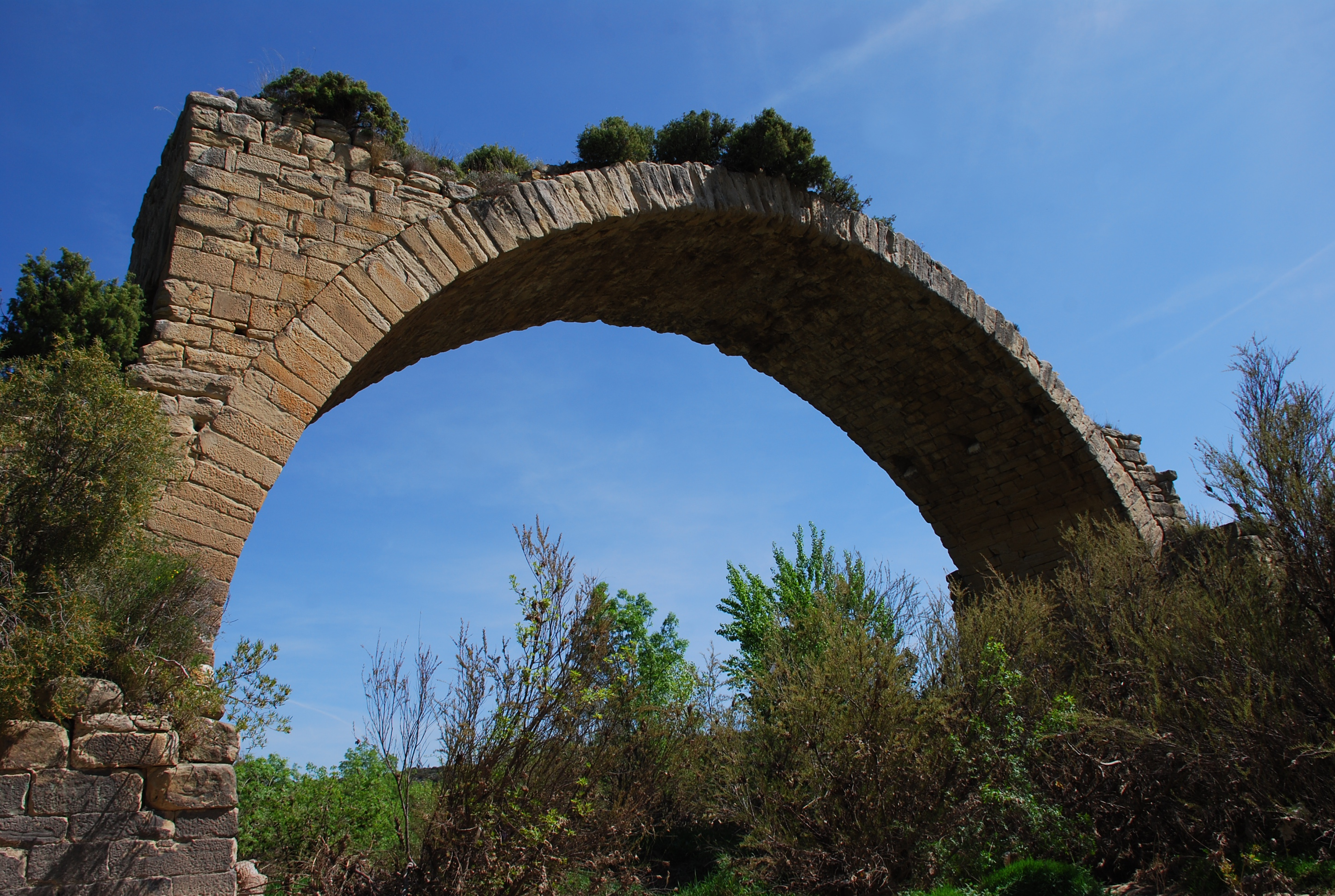
Arc del pont en la riba alabesa.
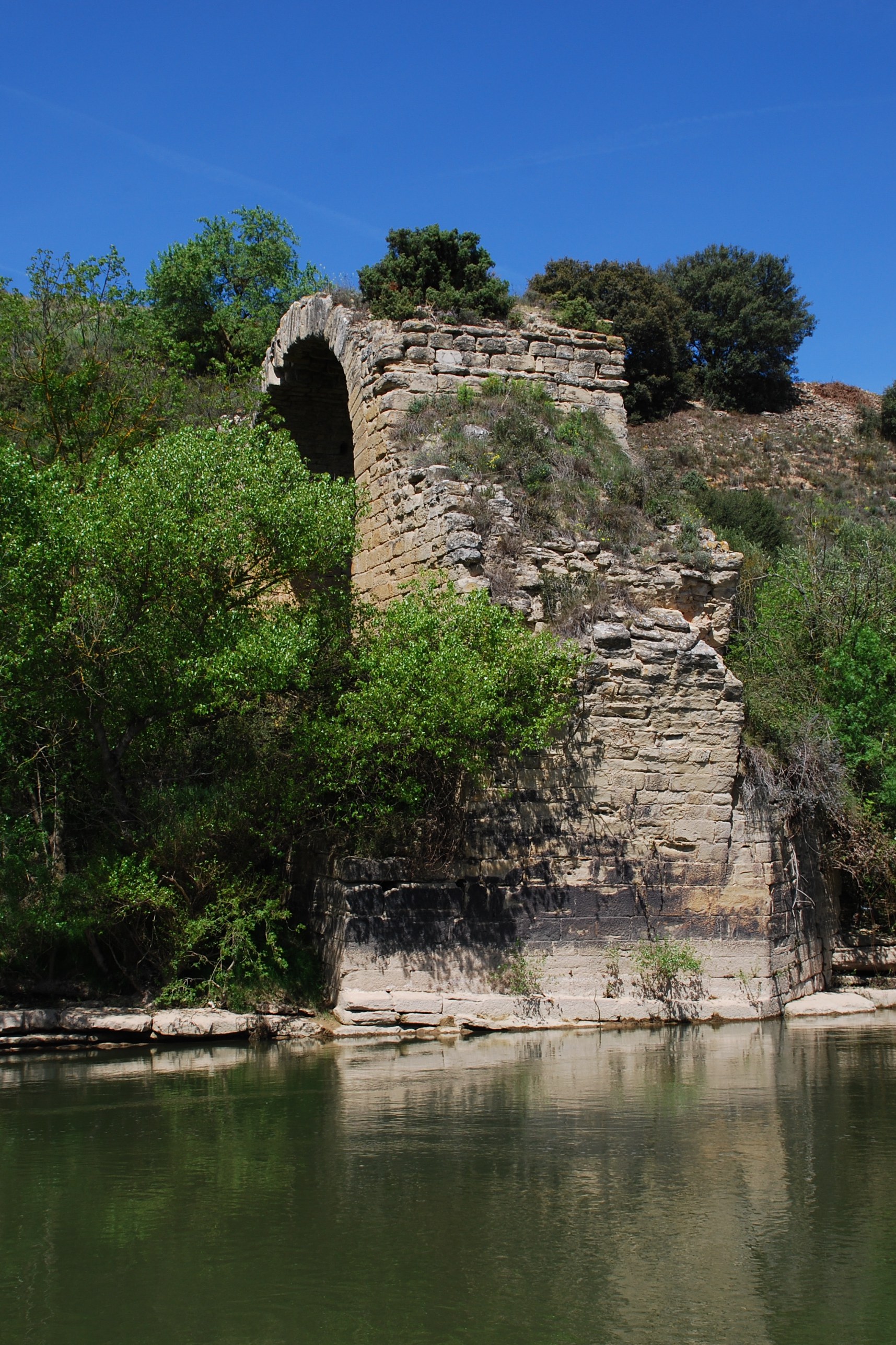
Arc del pont en la riba de la Rioja